# پینییا د لس مرس
پینییا د لس مرس (به اسپانیایی: Pinilla de los Barruecos) یک شهرستان در اسپانیا است.